# Sven-Göran Eriksson
Sven-Göran Eriksson (Torsby, 5 de fevereiro de 1948 – Sunne, 26 de agosto de 2024) foi um treinador de futebol sueco.

## Carreira
Iniciou sua carreira como treinador no clube sueco Degerfors IF. Ao longo de sua carreira passou pelo clube sueco IFK Göteborg, onde ganhou a Taça UEFA, a taça nacional sueca (Copa da Suécia) e o campeonato nacional (Allsvenskan). No clube português Benfica, onde atingiu a final da Taça UEFA e da Liga dos Campeões da UEFA, ganhou três campeonatos nacionais e uma Taça de Portugal bem como uma Supertaça Cândido de Oliveira. Na Itália, treinou a AS Roma, a Fiorentina e o Lazio, onde ganhou a Taça das Taças. 
Foi o treinador da seleção inglesa de 2001 até a final da participação da equipe na Copa do Mundo de 2006. Foi substituído no comando da seleção inglesa por Steve Mclaren. Durante o período que esteve frente ao comando do time inglês quase foi demitido após dar uma entrevista para um falso sheik (que era um repórter) em que tecia comentários sobre os jogadores ingleses, em que chamava, entre outros, o zagueiro Rio Ferdinand de "meio preguiçoso". A Federação Inglesa preferiu mantê-lo no cargo. 
Em junho de 2008 deixou o cargo de treinador do Manchester City FC, equipa da Liga Inglesa de Futebol para treinar a Seleção Mexicana de Futebol. Em abril de 2009, Eriksson foi dispensado da seleção do México. Em julho, foi anunciado como diretor para o futebol do Notts County, da League Two, a Quarta Divisão do futebol da Inglaterra. Mas em março de 2010, Eriksson foi anunciado como o novo treinador da Seleção da Costa do Marfim. Esta foi a terceira Copa do Mundo dele, que já havia treinado a Seleção da Inglaterra nas Copas de 2002 (quando, inclusive, enfrentou sua Suécia natal) e 2006, e acabou eliminado na primeira fase na África do Sul. Após o fracasso na Copa do Mundo, Eriksson acertou com o Leicester City, da segunda divisão inglesa, um contrato de dois anos.
Esteve, em 2013, como coordenador técnico do Al-Nasr, dos Emirados Árabes, ficando pouco tempo nesse cargo e clube,[carece de fontes?] pois em junho do mesmo ano foi anunciado como o novo treinador do Guangzhou R&F.
No final de 2014, foi contratado pelo chinês Shanghai SIPG, em nova fase milionária do clube. Ficou até novembro de 2016, onde levou a equipe ao vice-campeonato da Super Liga de 2015 e a sua primeira competição internacional (Liga dos Campeões da AFC de 2016). Na Super Liga de 2016 deixou a equipe na terceira colocação, porém não alcançou o objetivo de chegar à final da Liga dos Campeões, e foi substituído no fim da temporada pelo português André Villas-Boas. Treinou jogadores como Elkeson, Conca, Hulk e Asamoah Gyan na equipe de Xangai.
Em janeiro de 2024, anunciou ter câncer no pâncreas e no máximo um ano de vida.
Eriksson morreu em em 26 de agosto de 2024, em Sunne, Suécia, de complicações da doença.

## Títulos
Degerfors IF
- Division 3: 1978

IFK Göteborg
- Campeonato Sueco: 1982
- Copa da Suécia: 1978–79, 1981–82
- Liga Europa da UEFA: 1981–82

Benfica
- Primeira Liga: 1982–83, 1983–84, 1990–91
- Taça de Portugal: 1982–83
- Supertaça Cândido de Oliveira: 1989

Roma
- Copa da Itália: 1985–86

Sampdoria
- Copa da Itália: 1993–94

Lazio
- Campeonato Italiano: 1999–2000
- Copa da Itália: 1997–98, 1999–2000
- Supercopa da Itália: 1998, 2000
- Recopa Europeia: 1998–99
- Supercopa da UEFA: 1999

Individuais
- Melhor Treinador da Serie A: 1999–2000
- BBC Sport Personalidade do Ano/Treinador do Ano: 2001
- Técnico do Mês da Premier League: agosto de 2007